# Berit Gramer
Berit Inga Margareta Gramer, född 24 juli 1929 i Söderhamn, död 7 maj 2020 i Bromma distrikt i Stockholm, var en svensk skådespelare. Hon var gift med skådespelaren Henrik Schildt och är mor till skådespelaren Johan Schildt. 
Makarna Schildt är begravda på Bromma kyrkogård.

## Filmografi
- 1952 – Hon kom som en vind
- 1953 – Vi tre debutera

## Teater

### Roller (ej komplett)
| År   | Roll         | Produktion                     | Regi             | Teater           |
| ---- | ------------ | ------------------------------ | ---------------- | ---------------- |
| 1957 |              | Johan Ulfstjerna Tor Hedberg   | Sandro Malmquist | Riksteatern      |
| 1957 | Mrs Ferguson | Luftombyte W. Somerset Maugham | Per-Axel Branner | Lisebergsteatern |